# Rüdiger Nickel
Rüdiger Nickel (* 9. Januar 1945 in Berlin) ist ein deutscher Sportfunktionär und Autor. Er war ehrenamtliches Präsidiumsmitglied des Deutschen Leichtathletik-Verbandes (DLV).

## Karriere im Sport
Rüdiger Nickel war zunächst Hockeyspieler und dann von 1961 bis 1971 aktiver Leichtathlet. Dabei wurde er mehrfacher Hessenmeister auf den Mittelstrecken und im Mehrkampf sowie 1966 Deutscher Juniorenmeister im Mittelstreckenlauf. Nickel startete für die TG 1837 Hanau, SC Charlottenburg Berlin, Sportfreunde Siegen, Schwalbe Hanau, LG Kreis Hanau und LAZ Hanau-Bruchköbel.
Anschließend wirkte er als Sportwart und Vorsitzender des Leichtathletik-Kreises Offenbach/Hanau. Von 1977 bis 1979 war er Vorsitzender des Rechtsausschusses des Hessischen Leichtathletik-Verbandes (HLV) und seit 1979 Jugend- und Rechtswart des HLV. Weiterhin war er von 1981 bis 1989 Sprecher der Landesverbandsjugendwarte im DLV, danach bis 1993 Jugendwart des DLV und von 1991 bis 1993 Antidoping-Beauftragter des DLV. Von 1993 bis 2004 arbeitete er ehrenamtlich als Sportwart, Vorsitzender des Bundesausschusses Leistungssport und Vizepräsident Leistungssport im DLV-Präsidium. Als erster Antidoping-Beauftragter des DLV war Nickel in der Folge der Aufsehen erregenden Dopingverfahren gegen Katrin Krabbe, Grit Breuer, Silke Möller, Manuela Derr, Uta Pippig und Iris Biba an Entwicklung und Umsetzung eines Doping-Kontroll- und Ahndungssystem in Deutschland beteiligt.
Maßgeblich aufgrund seiner Initiative benannte der DLV-Verbandsrat am 23. Februar 2001 den bisherigen „Carl-Diem-Schild“ in DLV-Ehrenschild und den „Heinz-Cavalier-Preis“ in DLV-Medienpreis um. Rüdiger Nickel hatte anhand von dokumentierten Zitaten von Carl Diem und Heinz Cavalier aus der Zeit des Nationalsozialismus und davor die „Untauglichkeit in ihrer Vorbildfunktion als Namensgeber“ für die beiden höchsten DLV-Auszeichnungen nachgewiesen. Auf seine Initiative hin wurde auch in seiner Heimatstadt der „Carl-Diem-Weg“ in „Philipp-August-Schleißner-Weg“ umbenannt.
Von 1993 bis 2004 führte Rüdiger Nickel im DLV ehrenamtlich den Leistungssport, zunächst als Sportwart, später als Vizepräsident „Leistungssport“. Er leitete dabei die Leichtathletik-Nationalmannschaft bei den Olympischen Spielen 1996, 2000 und 2004, bei den Welt- und Europameisterschaften, sowie den Welt- und Europacups sowie Länderkämpfen und Nachwuchsmeisterschaften. Wegen des schlechten Abschneidens der Leichtathleten bei den Weltmeisterschaften 2003 in Paris und den Olympischen Spielen in Athen 2004 trat er „aus sportpolitischer Verantwortung“ von diesem Amt zurück. Sein Nachfolger im DLV-Präsidium wurde der Sportwissenschaftler Eike Emrich.
Bis 2004 war Nickel Mitglied des Vorstandes Leistungssport im Deutschen Sportbund. Ab 2005 war er Antidoping-Berater des Europäischen Senioren-Leichtathletikverbandes EVAA, des „Zehnkampf-Teams“ und der Interessengemeinschaft Seniorenleichtathletik in Deutschland „proMASTERS“, für die er die Antidoping-Datenbank Findex entwickelt hat. Schließlich war er bis 2015 im Vorstand der „Freunde der Leichtathletik“ tätig, die sich besonders um die Förderung der Nachwuchsleichtathletik kümmern.

## Berufliche Tätigkeit
Nach Schulbesuchen in Berlin und Bonn legte Nickel 1964 an der Hohen Landesschule in Hanau das Abitur ab. Es folgten das Studium der Rechtswissenschaften in Berlin, Frankfurt und Marburg, 1969 das erste Staatsexamen und 1972 die 2. Juristische Staatsprüfung. Nickel ist Rechtsanwalt und war von 1985 bis 2015 auch als Notar in Hanau tätig. Darüber hinaus ist er Testamentsvollstrecker (AGT).
Im Jahr 1972 trat er in eine Hanauer Rechtsanwaltskanzlei ein. 1994 gründete er mit seiner Ehefrau Karin eine eigene Rechtsanwalts- und Notarkanzlei in Hanau. Er ist Mitglied in den Arbeitsgemeinschaften Erbrecht des Deutschen Anwaltvereins sowie der AG Testamentsvollstreckung und Vermögenssorge (AGT). Die Tätigkeitsschwerpunkte liegen im Erb- und Vorsorgerecht.
Seit 2012 ist er Vorsitzender des Aufsichtsrates des Albert-Schweitzer-Kinderdorfes Hessen e.V. und darüber hinaus im Hanauer Gesundheitsnetzwerk sowie dem „Haus der Gesundheit“ des Vereins „Gesundes Hanau e.V.“ tätig, der die Hanauer Gesundheitsmesse sowie regelmäßige „Gesundheitstalks“, Aufklärungs- und Informationsveranstaltungen zu Thema der Gesundheit, Vorsorge und Prävention, durchführt.
20 Seit 2012 führt er  ehrenamtlich als Vorsitzender den Aufsichtsrat des Albert-Schweitzer-Kinderdorfes Hessen.

## Autor
Rüdiger Nickel ist Verfasser juristischer und sportpolitischer, sportethischer und sportrechtlicher Abhandlungen. 2007 erschien das zweibändige „Anti-Doping-Handbuch“, dessen Herausgeber er zusammen mit Theo Rous ist.

## Werke
- Anti-Doping-Handbuch. Meyer & Meyer-Verlag, Aachen 2007.
  - Grundlagen. ISBN 978-3-89899-186-5.
  - Dokumente, Regeln, Materialien. ISBN 978-3-89899-187-2.
- Bildverwertungsrechte von Athleten und Nationalmannschaften – aus der Sicht eines Spitzensportverbandes. In Vermarktungsrechte im Sport – Führungsakademie Deutscher SportBund – 1999. ISBN 3-89152-852-3
- Fragen der Unfallregulierung: Handbuch für Kfz-Reparaturbetriebe – Fuchs/Nickel/Rust/Otting – BVSK-Sonderdruck – 1996